# Ladislav Takács
Ladislav Takács, detto Laco (15 luglio 1996), è un calciatore ceco, difensore del Teplice.

## Carriera

### Club
Ha giocato nel campionato ceco.

### Nazionale
Con la nazionale Under-21 del proprio paese ha disputato i campionati europei di categoria nel 2015.